# 틀렘센 왕국
틀렘센 왕국, 또는 틀렘센 자이얀 왕조(아랍어: الزيانيون 알 자야니위윤[*])은 오늘날 알제리 북서부 연안에 위치해있던 베르베르계 국가이다. 영토는 틀렘센을 중심으로 첼리프강에서 알제까지 뻗어있었으며 전성기에는 서쪽으로 시질마사와 물루야강에서부터 남쪽으로 투아트, 동쪽으로는 숨맘강까지 이르렀다.
틀렘센 왕국은 1236년 무와히드 칼리파국이 멸망하면서 건국되었으며 1554년 오스만 제국의 지배를 받기까지 약 300여년간 존속하였다. 수도는 국명의 유래이기도 한 틀렘센이었으며, 서쪽으로는 페스를 수도로 하는 마린 왕조, 동쪽으로는 튀니스를 수도로 하는 하프스 왕조와 경계를 접했다.
틀렘센은 지중해 연안의 오란에서 수단 (서아프리카 중부)까지 이어지는 남북 교역로의 중간거점으로서 번영을 누렸으며 이웃한 강대국들의 관심을 끌면서 침공이 잦았다. 서쪽의 마린 왕조, 동쪽의 하프스 왕조, 북쪽의 아라곤 왕국의 침략과 점령이 반복되었으며, 틀렘센 역시 주변국의 침공에 나서기도 했다. 14세기 자이얀 왕조의 아부 타슈핀 1세 치세에는 튀니스를 점령하였고, 1423년 아부 말레크 치세에는 페스를 잠시 점령하였다.(p. 287) 자이얀 왕조 시기에는 남쪽 방면으로 투아트, 타멘티트, 드라아 일대 지역을 다스렸다.

## 역사

### 13세기 권력 부상
마그레브 중부를 오랫동안 거점으로 삼고 있던 베르베르계 부족민 '바누 아브드 알와드'가 세운 국가로, 초대 국왕인 야그무라센 이븐 자이얀의 이름을 따서 자이얀 왕조라고도 부른다. 야그무라센 이븐 자이얀의 인종과 관련해 당대 역사학자들은 순수 아랍인이라는 설을 내세웠으나 평소 야그무라센은 베르베르계 제나티 방언으로 말했으며 족보학자들이 선사한 혈통도 부인하였다는 기록이 있다.
틀렘센은 고대 로마 시대에는 포마리아 (Pomaria)라 불렸던 마을로, 해발 806m의 고지대에 식수가 풍부하고 비옥한 지역에 위치해 있었다. 무라비트 왕조와 무와히드 칼리파국의 주요도시로서 1161년에는 마을 주변에 새로운 성벽이 조성되기도 하였다.
무와히드 시대에 이븐 자이얀은 틀렘센의 총독을 역임하였으며, 1235년에는 형제로부터 가문의 수장을 물려받았다. 1235년 무와히드 왕조가 멸망할 조짐이 보이자 야그무라센이 독립을 선언, 틀렘센 왕국이 건국되었다. 이때부터 틀렘센은 3대에 걸쳐 자이얀 왕조계 술탄이 다스리는 왕국의 수도로 존속하게 된다. 틀렘센 왕국의 국기는 흰색 바탕에 위쪽 방향을 보고 있는 푸른색 초승달이었으며, 주 영토는 텔아틀라스 산맥에 걸쳐 있었다. 인구 구성의 경우 특정 지역에 정착한 농민과 도시민은 소수였고, 유목민이 대다수를 이루었다.
야그무라센은 여타 베르베르계 경쟁 부족에 대한 통제력을 유지하였으며 이웃한 마린 왕조의 침공 위협에 직면하자 그라나다 토후국의 에미르와 카스티야 왕국의 알폰소 10세와 동맹을 체결했다. 이븐 할둔은 야그무라센에 대해 "압드라 와디드 가문에서 가장 용감하고 무서우며 명예로운 남자였다"고 기록하였다. 1248년에는 우즈다 전투에서 무와히드군을 이끌던 칼리프를 살해하는 공적을 세웠으며, 1264년에는 시질마사를 정복하여 11년간 점령함으로써 사하라 횡단무역의 주요 거점이었던 시질마사와 틀렘센을 하나의 강역으로 통합하였다. 이후 야그무라센은 아들 우트만에게 마린 왕조의 공격을 방어하되 가능하면 하프스 왕조의 영토를 공략해 나가라는 조언과 함께 왕위를 물려주고 세상을 떠났다.

### 14세기
건국 이래 틀렘센 왕국은 동서쪽의 강대국으로부터 위협받으며 수세적인 입지에 처해 있었다. 남쪽의 아랍 유목민들도 국력이 약해진 틈을 타 중부를 공격하고 남부의 목초지를 장악하곤 했다. 틀렘센시 역시 마린 왕조의 공격을 수차례 받거나 포위되었으며, 14세기에 이르러 틀렘센 왕국의 상당 영토가 마린 왕조에 점령되었다
마린 왕조의 아부 야쿠브 유수프 안나스르는 1299년부터 1307년까지 약 8년 동안 틀렘센시의 포위전에 나섰다. 이 기간 동안 유수프는 '알만수라'라는 신도시를 건설하여 무역로의 대부분을 이 도시로 돌렸다. 신도시는 요새화되었으며 모스크, 목욕탕, 궁전도 건설되었다. 그러나 유수프는 취침 도중 환관 중 한 명에게 암살당했고 이를 계기로 마린군의 공성전은 한층 거세져 갔다.
1307년 마린군이 틀렘센시에서 철수하자 자이얀 세력은 알만수라의 즉각 파괴에 나섰다. 이듬해 1308년 자이얀 왕조의 국왕 아부 자이얀 1세가 사망하고 아부 함무 1세가 그 뒤를 이었다. 그러나 1318년 아부 함무 1세는 아들이자 왕위계승자였던 아부 타슈핀 1세의 음모로 살해당했다. 아부 함무 1세와 아부 타슈핀 1세의 치세에는 자이얀 왕조의 두 번째 전성기로서 마그레브 중부 지역에서의 패권을 공고히 하는 계기가 되었다.

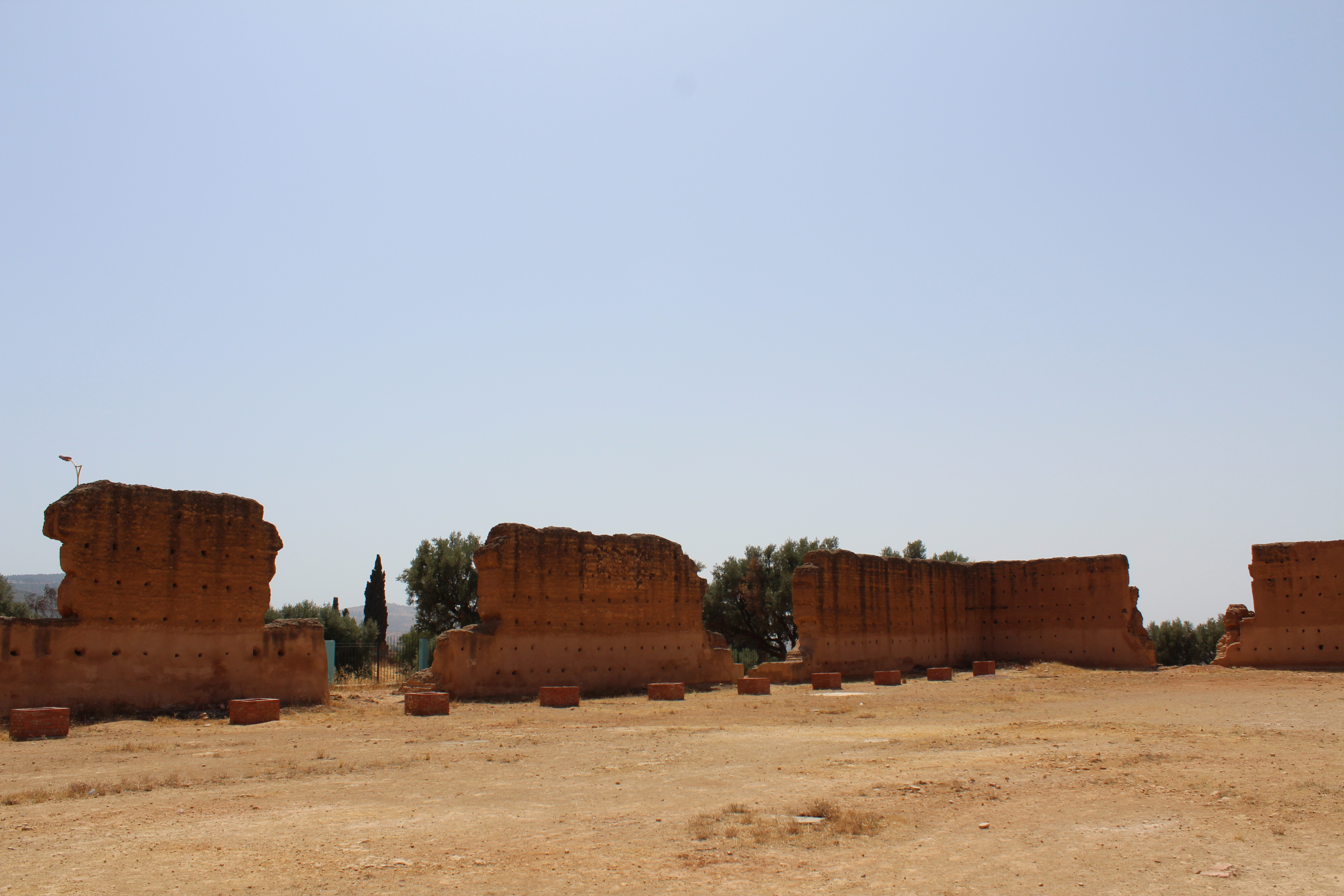
만수라 모스크 유적. 1303년 틀렘센 공성전 당시 마린 왕조에서 세운 건물 중 하나다.

당시 마린 왕조의 술탄 아부 알하산 (재위: 1331년~1348년)은 하프스 왕조의 공주와 결혼하여 동맹관계를 굳힌 상태였다. 자이얀 왕조의 공격을 받은 하프스 왕조는 아부 알하산에게 도움을 요청하였는데 마린 왕조로서는 틀렘센 침략의 좋은 구실이 된 것이었다. 1335년 아부 알하산은 틀렘센의 포위전에 나섰으며 2년 후인 1337년 마침내 틀렘센을 함락시켰다. 틀렘센 국왕 아부 타슈핀 1세는 전투 도중에 전사하고 말았다. 사하라 횡단무역로를 완전히 장악하게 된 아부 알하산은 이집트, 그라나다, 튀니스, 말리 등지의 사신들을 맞이하며 승전을 축하하였다. 1346년 하프스 왕조의 술탄 아부 바크르가 세상을 떠나고 후계자를 둘러싼 내전이 벌어졌다. 이듬해 1347년 아부 알하산은 이프리키야를 합병하여 무와히드 칼리파국 이래 처음으로 마그레브 전역을 통일하게 된다.
그러나 아부 알하산이 아랍부족에 대한 통제력를 확대하자 이들이 반란을 일으켰고 1348년 4월 카이루안 인근에서 알하산의 군대가 패하는 사건이 벌어졌다. 아부 알하산의 아들로서 틀렘센 총독을 지내던 아부 이난 파리스는 페스로 돌아와 술탄이 되었음을 선언하였다. 이어 틀렘센과 마그레브 중부에서도 반란이 일어났으며, 자이얀 왕조의 아부 타비트 1세 (재위: 1348년~1352년)이 틀렘센의 국왕을 자처하였다. 이프리키야로 나가 있던 아부 알하산은 해상 경로로 돌아와야 했으며, 틀렘센 탈환을 시도하였으나 실패하고 아들이 보낸 군대에 맞서 싸우다 이 역시 패하여 1351년 5월 사망했다. 이듬해 1352년 아부 이난 파리스가 틀렘센을 되찾았으며 마그레브 중부 지역 역시 정복하였다. 1353년에는 베자이아를, 1357년에는 튀니스를 점령하며 이프리키야의 지배자로 되돌아왔다. 그러나 1358년 아랍부족의 반발에 부딪혀 페스로 돌아가야 했고 그곳에서 병환에 걸려 사망한다.
1359년 틀렘센의 다음 통치자로 자이얀 왕조의 국왕 아부 함무 무사 2세 (재위: 1359년~1389년)이 즉위하였다. 아부 함무 무사 2세는 서쪽으로는 페스, 동쪽으로는 첼리프 계곡과 베자이아를 공략하는 확장주의 정책을 폈다. 한편으로 그의 치세는 마린 왕조나 부족 반란군과 오래토록 싸웠던 시기로 기억된다. 마린 왕조의 경우 1360년과 1370년 두 차례에 걸쳐 틀렘센을 재점령하였다. 두 건 모두 마린 왕조 측에서 지역민의 거센 저항에 점령을 포기하고 물러나면서 틀렘센의 독립이 유지될 수 있었다. 1366년 아부 함무는 하프스 왕조의 베자이아를 다시 한번 공격하였으나 왕국의 혼란스러운 상황에 또 하나의 세력이 개입하는 결과를 낳았다. 하프스 왕조의 술탄은 아부 함무의 사촌이었던 아부 자이얀을 석방하고 왕위 쟁탈을 지원하였다. 이에 같은 왕조 출신 두 부족 세력 간에 긴 내전이 벌어졌으며, 1378년 마침내 아부 함무가 알제에서 아부 자이얀의 군대를 물리치는 것으로 끝났다.(p. 141)
아부 함무 무사 2세 재위기에는 역사학자 이븐 할둔이 틀렘센에 머무르며 아랍 유목민과의 협상에 주도적인 역할을 하였다. 이븐 할둔은 이 시기 틀렘센 왕국에 대해 "과학과 예술이 번성을 이루었으며 여러 학자와 명인의 고향으로서 그 영광을 국외로 떨쳐 나갔다"고 적고 있다.

### 14세기~15세기 쇠퇴기

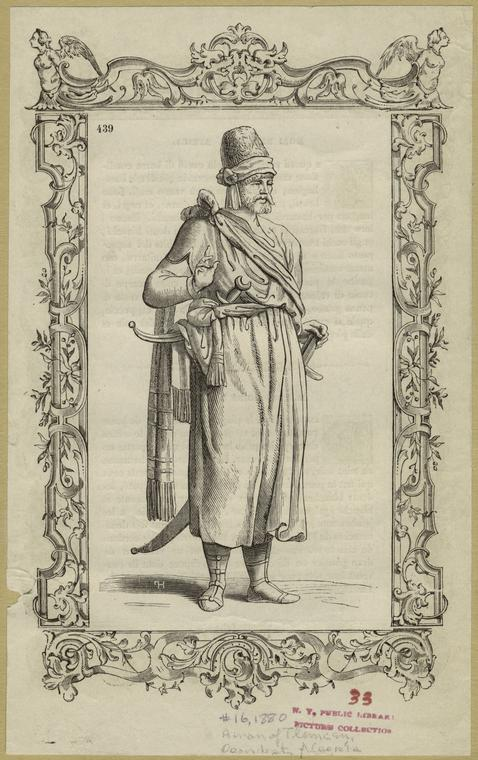
틀렘센 남성을 묘사한 삽화

14세기 말~15세기에 이르러 틀렘센 왕국의 국력은 점차 약화되었고, 간혹 하프스 왕조, 마린 왕조, 아라곤 연합왕국 등의 속국으로 전락하기도 했다. 1386년 아부 함무는 수도를 알제로 옮겼으나 불과 1년 뒤인 1387년 아들 아부 타슈핀이 쿠데타를 일으켜 아버지를 포로로 잡는 사건이 벌어졌다. 아부 함무는 배에 태워 알렉산드리아로 보내졌으나 튀니스를 거치는 과정에서 탈출에 성공했다. 1388년 아부 함무는 틀렘센을 탈환하였고 아부 타슈핀은 도피길에 올랐다. 마린 왕조의 페스로 건너간 아부 타슈핀은 군사 지원을 요청했고, 마린 왕조의 군대는 틀렘센을 점령하여 아부 타슈핀을 다시 즉위시켰다. 이로써 아부 타슈핀과 그 후대 국왕들은 마린 왕조를 종주국으로 삼고 해마다 공물을 바치게 되었다.(p. 141)
마린 왕조의 아부 사이드 우트만 3세 재위기 동안 자이얀 왕조는 수차례 반란을 일으켰고 아부 사이드 역시 틀렘센에 대한 본인의 지배력을 계속해서 입증하는 입장에 놓였다.(pp. 33–39) 1420년 아부 사이드가 사망하자 마린 왕조는 정치적 혼란기에 접어든다. 자이얀 왕조의 에미르인 아부 말레크는 이를 기회로 삼아 마린 왕조의 지배로부터 벗어나 1423년 페스를 점령하고, 마린 왕조의 왕자 무함마드를 페스의 가신으로 두었다.(p. 287)(pp. 47–49) 마린 가문과 연계되어 살레를 통치하고 있던 와타스 가문은 아직 어린애였던 아브드 알 하크 2세를 마린 왕조의 후대 국왕으로 내세웠고 아부 자카리야 알와타스를 섭정으로 두었다.
이때 하프스 왕조의 술탄 아브드 알아지즈 2세는 아부 말레크의 영향력 확대에 맞서 서쪽으로 원정군을 파견하였다. 하프스군은 틀렘센을 점령해 자국에 예속된 자이얀 가문 출신 국왕 (아부 압달라 2세)를 옹립하고 아부 말레크를 쫓아 페스로 나아갔다. 아부 말레크가 꼭두각시로 두었던 무함마드는 폐위되고, 와타스 세력은 아브드 알 하크 2세와 함께 페스로 돌아와 하프스 왕조의 종주국 지위를 승인했다.(p. 287)(pp. 47–49) 이후 자이얀 왕조는 하프스 왕조의 가신으로 남아 있었으며 이것으로부터 벗어난 것은 스페인의 북아프리카 진출이 본격화된 15세기 말에 이르러서였다.(p. 141)
15세기 말 아라곤 연합왕국은 틀렘센의 왕위분쟁에 개입하여 실질적인 통치력을 확보하게 되었다. 이 시점에서 틀렘센 왕국은 틀렘센 시와 그 인접한 지역으로 지배력이 쪼그라든 상태였다. 앞서 1551년에는 알제리 섭정국에 파견된 오스만군에 의해 점령되는 일이 있었으며, 자이얀 왕조의 마지막 술탄인 하산 알압달라는 스페인군의 보호 아래 오랑으로 탈출하는 사건이 있었다.(pp. 156–157) 하산 알압달라는 기독교 세례를 받고 개종하여 '카를로스'라는 이름으로 살다가 몇년 후 사망하였다. 이로써 자이얀 왕조의 명맥은 끝이 나게 되었다.(pp. 156–157)
오스만 제국의 지배하에 놓인 틀렘센은 한 나라의 수도라는 지위를 상실하고 별볼일없는 지방도시로 변모하게 되었다. 틀렘센 왕국이 강력한 국가로 나아가지 못하고 몰락한 것은 지리적 입지와 문화적 통일의 결여, 끊임없는 분란, 자국군 편성에 있어 불규칙적이었던 아랍 유목민에 의존했던 점이 거론된다.

## 경제
수도 틀렘센 시는 기존의 타헤르를 대신해 마그레브 중부의 큰 무역거점으로 거듭났다. 지리적으로 페스와 이프리키야를 잇는 동서간 무역로의 중간에 위치해 있던 이점이 컸다. 동서 무역로 외에도 오랑에서 출발하여 남쪽 사하라 사막의 오아시스, 다시 남쪽으로 서아프리카 수단까지 이어지는 남북 무역로가 있었다. 틀렘센은 그 남북 무역로의 북쪽 거점인 시질마사와 직접적으로 연결되어 있었으며 이를 통해 사막을 건너 수단 일대 시장으로 향하는 무역로를 가져올 수 있었다.
오랑의 경우 10세기경 안달루시아인들이 타헤르와의 무역을 위해 건설한 항구도시로서, 이곳을 통해 유럽과 무역로로 이어질 수 있었다. 이웃국 페스의 경우 시질마사와의 거리만 따지면 틀렘센보다는 가까웠으나 아틀라스 산맥을 넘어가야 했기에, 상인들 입장에서는 틀렘센으로 가는 길이 더욱 원만했다. 여기에 틀렘센 왕국의 국왕 야그무라센도 1257년 시질마사의 확보를 처음 시도하여 1264년에 완전히 점령한 뒤 10년간 자국 영토로 삼았다. 이후 시질마사는 마린 왕조가 점령하게 되었으나 대부분의 무역로는 틀렘센으로 계속해서 이어졌다.
틀렘센 시 자체도 수많은 학교와 모스크, 궁전이 들어선 중심도시였다. 여기에 유럽인들이 세운 무역소 (푼두크)가 있어 아프리카와 유럽 상인들의 교류를 주선하였다. 특히 아프리카 사하라 이남에서 출발해 시질마사나 타가자를 거쳐 들어오는 황금이 유럽으로 수출되는 주요 거점지였다. 그 결과 틀렘센은 유럽의 경제체제에 부분적으로 합류하고 있었으며, 이교도의 것에 개의치 않는 상인들 사이들에서는 제노바 공화국의 지폐가 유통되는 경우도 있었다.
틀렘센은 이름난 마드라사와 부유한 종교단체가 몰리면서 마그레브 중부 내에서 학문의 중심지로 떠올랐다.대모스크 주변의 수크 (간이시장)에 좌판을 내건 상인들은 동방에서 건너온 모직물과 양탄자, 사하라 사막 일대에서 넘어온 노예와 황금, 현지의 도자기와 가죽 제품, 지중해 일대의 다양한 해운 상품을 판매하였다. 유럽산 수입품의 경우 푼두크에서 구할 수 있었을 뿐만 아니라 바르바리 해적들이 틀렘센으로 퍼다넘기기도 했다. 알마카리처럼 틀렘센에 기반을 둔 상인들은 말리와 수단 등지에 지부를 운영하기도 했다.

## 건축

### 종교 건축

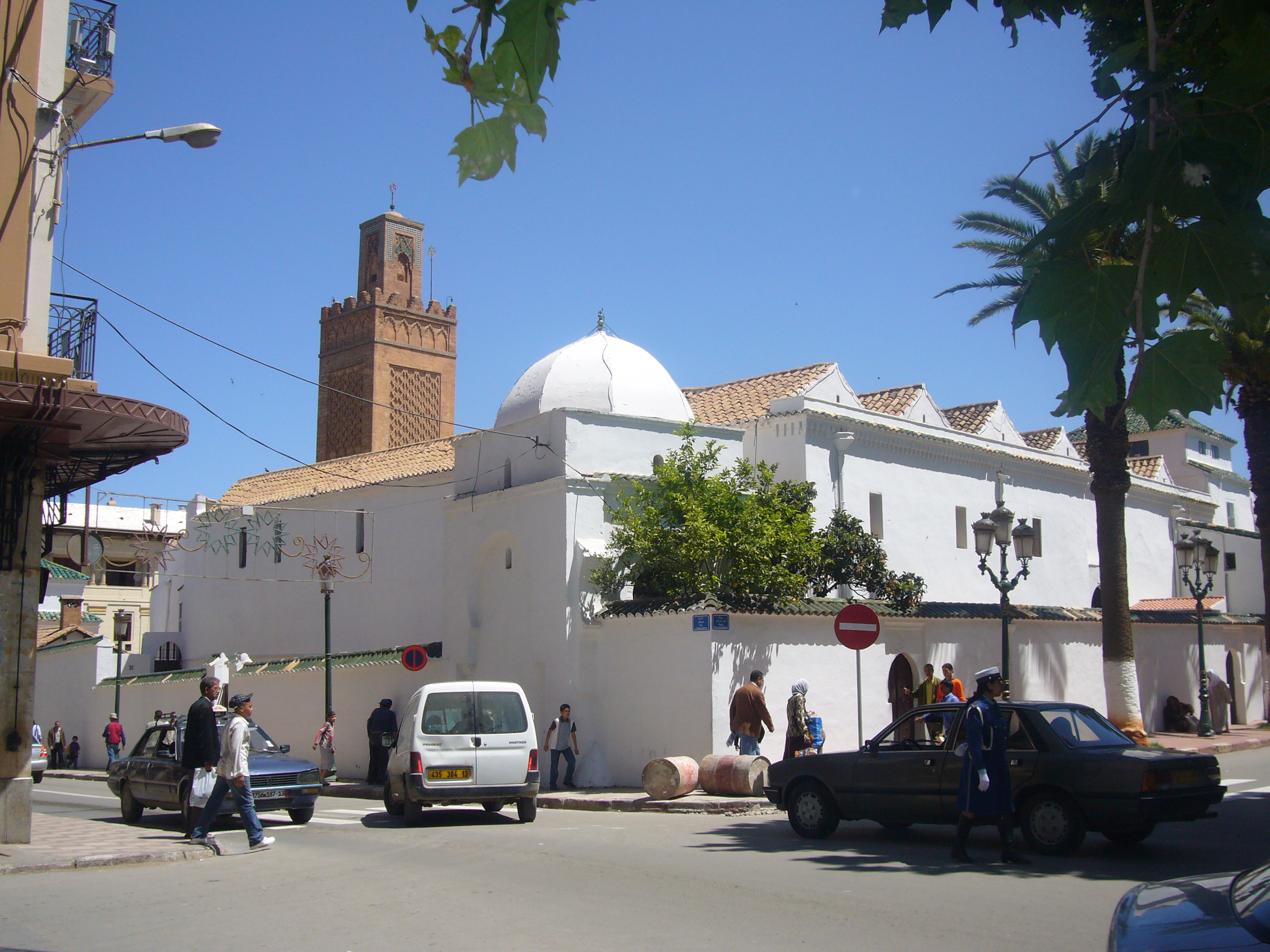
무와히드 왕조기 술탄 유수프 이븐 타슈핀이 건설한 틀렘센 대모스크. 1236년 야그무라센이 미나레트와 돔, 안뜰을 새로 지었다.

자이얀 왕조기 건축은 동시대 공존했던 서쪽의 마린 왕조와 나스르 왕조의 건축물과 유사하며, 이들 지역에서 전래되던 서부 이슬람 건축 (스페인-모레스크 양식)을 이어나가 발전시키고 종국엔 고유의 양식으로 분화되었다는 특징이 있다.
1236년 초대 술탄 야그무라센은 틀렘센 구시가지인 아가디르의 대모스크 (790년경 완공)에 미나레트를 건설하였으며 무와히드 왕조기인 11세기 말~12세기에 건설된 틀렘센 대모스크에도 미나레트 증축을 명했다.(pp. 42, 179) 두 모스크의 미나레트 모드 벽돌과 석재로 건설되었으며 앞서 무와히드 왕조기에 건설된 마라케시의 카스바 모스크와 유사한 세브카 부조 장식에 주안점을 두고 있다.(p. 179) 야그무라센은 대모스크의 중정을 확장 내지는 다시 지었으며, 기도실에도 또 하나의 장식용 돔을 쌓아올린 것으로 알려져 있다.  1296년 후대 술탄인 아부 사이드 우트만 (재위: 1283년~1304년)도 틀렘센에 시디 벨 하산 모스크를 새로 건설하였다.(p. 184)
자이얀 왕조는 이밖에도 틀렘센 시 내외에 종교시설을 여럿 세웠으나 현재까지 전해지는 것은 소수에 불과하거나 보존이 잘 이루어지지 못한 상태이다.(p. 187) 이슬람 신학교에 해당하는 마드라사의 경우 13세기 마그레브 지방에 처음 전래되어 자이얀 왕조와 동시대 다른 국가에서도 확산되었다.(pp. 168, 187) 대표적으로 아부 타슈핀 1세 (재위: 1318년~1337년)이 건설하여 19세기 프랑스 식민통치기에 철거된 마드라사 타슈피니야가 화려한 장식으로 유명하였으며, 특히 젤리지 (Zellij)라 부르는 정교한 아라베스크와 기하학적 모티프를 살린 것이 높이 평가받았으며 이는 동시대 마린 왕조의 건축에서도 반복된 양식이었다.(p. 187)(p. 526)

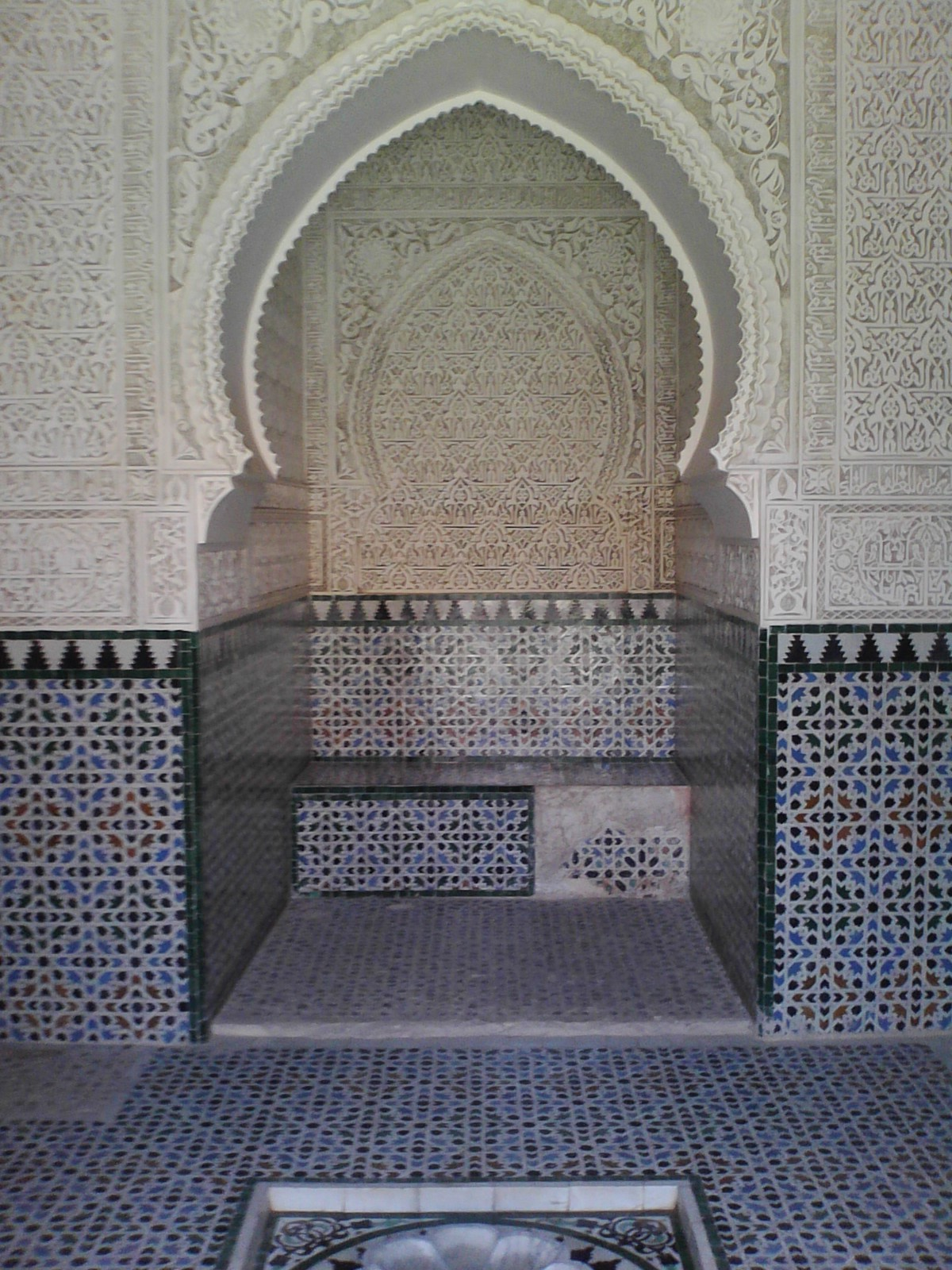
메슈아르 왕궁의 중앙벽감. 지금의 건물은 2010년 복원된 것이지만 벽감 내부를 비롯하여 곳곳에 원래의 장식을 보존하고 있다.

### 왕가 건축
자이얀 왕조는 과거 무와히드 왕조에서 타그라트 (현 틀렘센의 일부)에 건설한 성채 (카스바)를 정부청사로 삼았다. 초대 국왕인 야그무라센은 카스바를 요새화된 궁전으로 발전시켰는데 이를 메슈아르 궁전이라 한다.(p. 137)(p. 223) 궁전이나 주거지 유적 역시 오늘날까지 보존된 것은 별로 남아 있지 않지만, 옛 사료와 발굴조사를 통해 여러 건축물이 존재했다는 사실은 입증되었다. 특히 아부 타슈핀 1세 대에 건설된 왕궁으로는 다르 알수루, 다르 아비피흐르, 다르 알물크 등 최소 3곳이 확인된다.
메슈아르 궁전의 구조는 중정을 둔 형태를 취했으며 그 정중앙에 분수대나 수로를 두고 앞서 말한 젤리지나 마감장식을 두는 등 화려하게 꾸며낸 것이 대부분이었다.(pp. 137–144)(p. 108)(pp. 223–224) 다만 일부 왕궁의 설계에서 지역적 특성도 반영되었는데, 이를테면 지리 토후국의 아슈이르 궁전이나 옛 파티마 왕조의 왕궁처럼 대형 접객실 뒷편의 중앙부에 벽감을 둔 것이 확인된다.(p. 140) 2010년에는 기존 왕궁 유적을 기반으로 복원사업을 벌여 조금이나마 전해져 오던 젤리즈 장식을 보존하기도 하였다.(pp. 140–142)
1317년 아부 함무 마사는 왕궁 내 정식 모스크로 메슈아르 모스크를 건설하였는데 현재는 미나레트와 원안 설계도의 전체 평면도 자료만 남아 있다.(p. 223)(pp. 108–111) 틀렘센 대모스크 바로 옆에도 '카스르 알카딤' (Qasr al-Qadim, 옛 궁전)이라 불린 궁전이 또 하나가 존재하였던 것으로 확인되는데 무와히드 왕조기 타그라트의 총독들이 거처로 삼았다는 설이 유력하다. 초대 국왕인 야그무라센도 이곳을 왕궁으로 사용하였다가 13세기 중반에 메슈아르 궁전로 넘어갔지만 이후에도 자이얀 왕조기에 여전히 사용되었던 것으로 보인다. 19세기 이후로는 이 왕궁도 부분 철거되어 다른 건물이 들어서는 등 훼손이 가해졌다.(pp. 145–146)
카스르 알카딤에는 자이얀 왕조의 역대 술탄이 묻혔던 왕가의 공동묘지 (rawda, 라우다)가 자리잡고 있었으며 14세기 중반까지 사용되었다.(p. 145) 이후 아부 함무 2세의 명으로 1362년 시디 브라힘이라는 이슬람 성인의 성묘 옆에 새로운 종교단지를 건설하여 왕가 공동묘지도 이곳으로 옮겨왔다. 이 종교단지에는 묘지 뿐만 아니라 모스크, 마드라사도 들어서 있었으며 오스만 제국 말기까지만 하더라도 큰 묘지는 남아 있었지만 19세기에 이르러서 거의 폐허로 변모하여 복원 사업이 이루어졌다. 당시 유적 발굴을 통해 일부 무덤의 덮개에는 타슈핀 치세의 마드라사에서 볼 수 있는 양식의 화려한 젤리즈 장식이 존재했다는 사실이 드러났다.(pp. 111–113)

### 인용주
1. Baydal Sala, Vicent (2017년 11월 19일). “Religious motivations or feudal expansionism? The Crusade of James II of Aragon against Nasrid Almeria in 1309-10”. 《Complutense University of Madrid》. 2021년 11월 2일에 원본 문서에서 보존된 문서. 2020년 7월 7일에 확인함.
2. ↑  Baydal Sala, Vicent (2017년 11월 19일). “Religious motivations or feudal expansionism? The Crusade of James II of Aragon against Nasrid Almeria in 1309-10”. 《Complutense University of Madrid》. 2021년 11월 2일에 원본 문서에서 보존된 문서. 2020년 7월 7일에 확인함.
3. ↑  “Abd al-Wadid Dynasty | Berber dynasty”. 2016년 8월 6일에 원본 문서에서 보존된 문서. 2016년 7월 22일에 확인함.
4. ↑  Appiah, Kwame Anthony; Gates, Henry Louis, 편집. (2010). 《Encyclopedia of Africa》 (영어). Oxford University Press. 475쪽. ISBN 9780195337709. 2023년 1월 11일에 원본 문서에서 보존된 문서. 2016년 7월 22일에 확인함.
5. ↑  الدولة الزيانية في عهد يغمراسن: دراسة تاريخية وحضارية 633 هـ - 681 هـ / 1235 م - 1282 م‬‫خالد بلع 보관됨 2023-06-07 - 웨이백 머신 ربي‬
‪Al Manhal
6. ↑  “The Abdelwadids (1236–1554)”. 《Qantara》. 2013년 11월 12일에 원본 문서에서 보존된 문서. 2013년 5월 15일에 확인함.
7. ↑  L'Algérie au passé lointain – De Carthage à la Régence d'Alger, p175
8. 1 2 3 4 5  Tarabulsi 2006, 84쪽.
9. ↑  Garrot, Henri (1910). 《Histoire générale de l'Algérie》 (프랑스어). Impr. P. Crescenzo.
10. ↑  Ksour et saints du Gourara: dans la tradition orale, l'hagiographie et les chroniques locales 보관됨 2023-06-07 - 웨이백 머신. Rachid Bellil. C.N.R.P.A.H.
11. ↑  Histoire es berbères, 4 보관됨 2023-06-07 - 웨이백 머신: et des dynasties musulmanes de l'afrique septentrionale. Abd al-Rahman b. Muhammad Ibn Jaldun. Imprimerie du Gouvernement.
12. ↑  الدولة الزيانية في عهد يغمراسن: دراسة تاريخية وحضارية 633 هـ - 681 هـ / 1235 م - 1282 م‬‫خالد بلع 보관됨 2023-06-07 - 웨이백 머신 ربي‬ ‪Al Manhal
13. ↑  Khaldoun, Ibn (1856년 1월 1일). 《Histoire es berbères, 3: et des dynasties musulmanes de l'afrique septentrionale》 (프랑스어). Translated by William McGuckin de Slane. Imprimerie du Gouvernement. 2022년 3월 10일에 원본 문서에서 보존된 문서. 2022년 3월 10일에 확인함.
14. 1 2  Bel. 1993, 65쪽.
15. ↑  Piquet, Victor (1937). 《Histoire des monuments musulmans du Maghreb》 (프랑스어). Impr. R. Bauche. 2022년 3월 10일에 원본 문서에서 보존된 문서. 2022년 3월 10일에 확인함.
16. ↑  John Murray 1874, 209쪽.
17. ↑  John Murray 1874, 210쪽.
18. 1 2 3  Tarabulsi 2006, 83쪽.
19. ↑  Ruano 2006, 309쪽.
20. ↑  Hrbek 1997, 34–43쪽.
21. 1 2  Niane 1984, 93쪽.
22. ↑  〈'Abd al-Wadid〉. 《Encyclopædia Britannica Vol. I: A-Ak - Bayes》 15판. Chicago, IL: Encyclopædia Britannica, Inc. 2010. 16쪽. ISBN 978-1-59339-837-8.
23. ↑  《Africa from the Twelfth to the Sixteenth Century - Page 94》. UNESCO. 1984년 12월 31일. ISBN 978-92-3-101710-0. 2023년 6월 7일에 원본 문서에서 보존된 문서. 2023년 3월 13일에 확인함.
24. ↑  Lugan, Bernard; Fournel, André (2009). 《Histoire de l'Afrique: des origines à nos jours - Page 211》. Ellipses. ISBN 978-2-7298-4268-0. 2023년 4월 9일에 원본 문서에서 보존된 문서. 2023년 3월 13일에 확인함.
25. 1 2  Messier, Ronald A. (2009). 〈ʿAbd al- Wādids〉.   Fleet, Kate; Krämer, Gudrun; Matringe, Denis; Nawas, John; Rowson, Everett. 《The Encyclopaedia of Islam》. Brill. ISSN 1873-9830.
26. 1 2 3 4 5  Niane 1984, 94쪽.
27. ↑  Bloom, Jonathan M. (2020). 《Architecture of the Islamic West: North Africa and the Iberian Peninsula, 700-1800》. Yale University Press. ISBN 9780300218701.
28. 1 2  Fage & Oliver 1975, 357쪽.
29. 1 2 3  Fage & Oliver 1975, 358쪽.
30. ↑  “The Abdelwadids (1236–1554)”. 《Qantara》. 2013년 11월 12일에 원본 문서에서 보존된 문서. 2013년 5월 15일에 확인함.
31. ↑  Hrbek 1997, 39쪽.
32. 1 2 3 4 5  Abun-Nasr, Jamil (1987). 《A history of the Maghrib in the Islamic period》. Cambridge: Cambridge University Press. ISBN 0521337674. 2023년 7월 20일에 원본 문서에서 보존된 문서. 2022년 1월 18일에 확인함.
33. ↑  Hrbek 1997, 41쪽.
34. 1 2 3  Société archéologique, historique et géographique du département de Constantine Auteur du texte (1919). “Recueil des notices et mémoires de la Société archéologique de la province de Constantine”. 《Gallica》 (영어). 2022년 1월 18일에 원본 문서에서 보존된 문서. 2022년 1월 18일에 확인함.
35. 1 2  Garrot, Henri (1910). 《Histoire générale de l'Algérie》 (프랑스어). Impr. P. Crescenzo.
36. ↑  Niane 1984, 95쪽.
37. ↑  Bosworth, Clifford Edmund (1996). 〈The 'Abd al-Wadids or Zayyanids or Ziyanids〉. 《The New Islamic Dynasties: A Chronological and Genealogical Manual》 (영어). Edinburgh University Press. 43–44쪽. ISBN 9780748696482.
38. ↑  Wingfield 1868, 261쪽.
39. ↑  “Abd al-Wadid Dynasty | Berber dynasty”. 2016년 8월 6일에 원본 문서에서 보존된 문서. 2016년 7월 22일에 확인함.
40. ↑  Fage & Oliver 1975, 356쪽.
41. 1 2  Talbi 1997, 29쪽.
42. ↑  Braudel 1979, 66쪽.
43. ↑  Idris 1997, 44–49쪽.
44. ↑  Niane 1997, 245-253쪽.
45. ↑  M. Bloom, Jonathan; S. Blair, Sheila, 편집. (2009). 〈Architecture〉. 《The Grove Encyclopedia of Islamic Art and Architecture》. Oxford University Press. 155, 158쪽. ISBN 9780195309911.
46. 1 2 3 4 5 6 7  Bloom, Jonathan M. (2020). 《Architecture of the Islamic West: North Africa and the Iberian Peninsula, 700-1800》. Yale University Press. ISBN 9780300218701.
47. 1 2 3 4 5 6 7 8 9 10  Charpentier, Agnès (2018). 《Tlemcen médiévale: urbanisme, architecture et arts》 (프랑스어). Éditions de Boccard. ISBN 9782701805252.
48. ↑  Marçais, Georges (1954). 《L'architecture musulmane d'Occident》. Paris: Arts et métiers graphiques. 192–197쪽.
49. 1 2  Almagro, Antonio (2015). “The Great Mosque of Tlemcen and the Dome of its Maqsura”. 《Al-Qantara》 36 (1): 199–257. doi:10.3989/alqantara.2015.007. hdl:10261/122812.
50. ↑  Lintz, Yannick; Déléry, Claire; Tuil Leonetti, Bulle (2014). 《Maroc médiéval: Un empire de l'Afrique à l'Espagne》. Paris: Louvre éditions. ISBN 9782350314907.
51. 1 2 3  Arnold, Felix (2017). 《Islamic Palace Architecture in the Western Mediterranean: A History》. Oxford University Press. ISBN 9780190624552.
52. ↑  Bourouiba, Rachid (1973). 《L'art religieux musulman en Algérie》 (프랑스어). Algiers: S.N.E.D.
53. ↑  Charpentier, Agnès; Terrasse, Michel; Bachir, Redouane; Ben Amara, Ayed (2019). “Palais du Meshouar (Tlemcen, Algérie) : couleurs des zellijs et tracés de décors du xive siècle”. 《ArcheoSciences》 (프랑스어) 43 (2): 265–274. doi:10.4000/archeosciences.6947. ISSN 1960-1360. S2CID 242181689. 2022년 7월 26일에 원본 문서에서 보존된 문서. 2022년 7월 26일에 확인함.

### 참고 문헌
- Bel., A. (1993). 〈'Abdalwadides〉. 《First Encyclopaedia of Islam: 1913-1936》. BRILL. 65쪽. ISBN 978-90-04-09796-4. 2013년 5월 15일에 확인함.
- Braudel, Fernand (1979). 《Civilization and Capitalism, 15th-18th Century: Vol. III: The Perspective of the World》. Translated by Sian Reynolds. Univ. Calif. Press & HarperCollins.
- Caverly, R. William (2008). “Hosting Dynasties and Faiths: Chronicling the Religious History Of a Medieval Moroccan Oasis City” (PDF). 2014년 7월 14일에 원본 문서 (PDF)에서 보존된 문서.
- Despois, J.; Marçais, G.; Colombe, M.; Emerit, M.; Despois, J.; Marçais, P.H. (1986) [1960]. 〈Algeria〉.   Bearman, P.; Bianquis, Th.; Bosworth, C.E.; van Donzel, E.; Heinrichs, W.P. 《Encyclopaedia of Islam》 I 2판. Leiden, Netherlands: Brill Publishers. ISBN 9004081143. 2017년 5월 11일에 원본 문서에서 보존된 문서. 2019년 5월 19일에 확인함.
- Fage, John Donnelly; Oliver, Roland Anthony (1975). 《The Cambridge History of Africa》 3. Cambridge University Press. 357쪽. ISBN 978-0-521-20981-6. 2022년 1월 18일에 확인함.
- Hrbek, I. (1997). 〈The disintegration of political unity in the Maghrib〉.   Joseph Ki-Zerbo & Djibril T Niane. 《General History of Africa, vol. IV: Africa from the Twelfth to the Sixteenth Century》. UNESCO, James Curry Ltd., and Univ. Calif. Press.
- Idris, R. (1997). 〈Society in the Maghrib after the disappearance of the Almohads〉.   Joseph Ki-Zerbo & Djibril T Niane. 《General History of Africa, vol. IV: Africa from the Twelfth to the Sixteenth Century》. UNESCO, James Curry Ltd., and Univ. Calif. Press.
- John Murray (1874). 《A handbook for travellers in Algeria》. 2013년 5월 15일에 확인함.
- Kasaichi, Masatochi (2004). “Three renowned 'ulama' families of Tlemcen: The Maqqari, the Marzuqi and the 'Uqbani”. 《J. Sophia Asian Studies》 (22).
- Marçais, G. (1986) [1960]. 〈ʿAbd al- Wādids〉.   Bearman, P.; Bianquis, Th.; Bosworth, C.E.; van Donzel, E.; Heinrichs, W.P. 《Encyclopaedia of Islam》 I 2판. Leiden, Netherlands: Brill Publishers. ISBN 9004081143. 2020년 12월 6일에 원본 문서에서 보존된 문서. 2019년 5월 19일에 확인함.
- Niane, Djibril Tamsir (1984). 《Africa from the Twelfth to the Sixteenth Century: 4》. University of California Press. 93쪽. ISBN 978-0-435-94810-8. 2013년 5월 15일에 확인함.
- Niane, Djibril Tamsir (1997). 〈Relationships and exchanges among the different regions〉.   Joseph Ki-Zerbo & Djibril T Niane. 《General History of Africa, vol. IV: Africa from the Twelfth to the Sixteenth Century》. UNESCO, James Curry Ltd., and Univ. Calif. Press.
- 《Political Chronologies of the World, vol.4 : A Political Chronology of Africa》. Taylor & Francis. 2001. ISBN 9781857431162.
- Ruano, Delfina S. (2006). 〈Hafsids〉.   Josef W Meri. 《Medieval Islamic Civilization: an Encyclopedia》. Routledge.
- Talbi, M. (1997). 〈The Spread of Civilization in the Maghrib and its Impact on Western Civilization〉.   Joseph Ki-Zerbo & Djibril T Niane. 《General History of Africa, vol. IV: Africa from the Twelfth to the Sixteenth Century》. UNESCO, James Curry Ltd., and Univ. Calif. Press.
- Tarabulsi, Hasna (2006). 〈The Zayyanids of Tlemcen and the Hatsids of Tunis〉. 《IBN JALDUN: STUDIES》. Fundación El legado andalusì. ISBN 978-84-96556-34-8. 2013년 5월 15일에 확인함.
- Wingfield, Lewis (1868). 《Under the Palms in Algeria and Tunis ...》. Hurst and Blackett. 2013년 5월 15일에 확인함.